# VW Touareg I
Der VW Touareg (Typ 7L) ist ein Sport Utility Vehicle (SUV) von Volkswagen, wurde nach dem vor allem in der afrikanischen Sahara lebenden Volk Tuareg benannt und kam im Herbst 2002 auf den Markt.
Die Plattform des Touareg entwickelte VW gemeinsam mit Porsche, sie ist auch die Basis für den gleichzeitig präsentierten Porsche Cayenne sowie seit Herbst 2005 für den Audi Q7.
Der Touareg wurde im Werk Bratislava der Volkswagen Slovakia gebaut. Weitere Produktionen laufen in Kaluga bei der Volkswagen Group Rus und in Bosnien-Herzegowina bei Volkswagen Sarajevo.
Der Listenpreis des Touareg begann bei ca. 39.000 € (Grundausstattung) für das mit R5-TDI-Motor mit 128 kW (174 PS) ausgestattete Modell.
Im Herbst 2006 wurde der Touareg einer Modellpflege unterzogen, was vor allem durch den markentypischen „Wappengrill“ auffällt. Technisch wurden einige Ausstattungen hinzugefügt sowie über 2000 Bauteile ersetzt oder verbessert.

## Modellgeschichte
Am 23. Juli 2002 begann die Produktion im Werk Bratislava und am 26. September 2002 folgte die Weltpremiere auf dem Pariser Autosalon in Frankreich.
Im Oktober 2002 wurde der Touareg als V6 mit 162 kW (220 PS) und als V10 TDI mit 230 kW (313 PS) eingeführt. Wenige Wochen später kamen zwei weitere Motorvarianten hinzu: ein Fünfzylinder-Diesel-Reihenmotor R5 TDI mit 128 kW (174 PS) und ein V8-Ottomotor mit 228 kW (310 PS).
Im November 2004 wurde die Leistung des V6 auf 177 kW (241 PS) erhöht und es kam ein V6 TDI mit 165 kW (225 PS) hinzu. Im August stellte VW das Topmodell W12 mit 331 kW (450 PS) vor. Im Oktober 2005 bekam der V6 einen neuen 3,6-l-Motor mit Direkteinspritzung (FSI) und 206 kW (280 PS). Der V8 mit 228 kW (310 PS) wurde im Juni 2006 durch den V8 FSI mit 257 kW (350 PS) ersetzt.

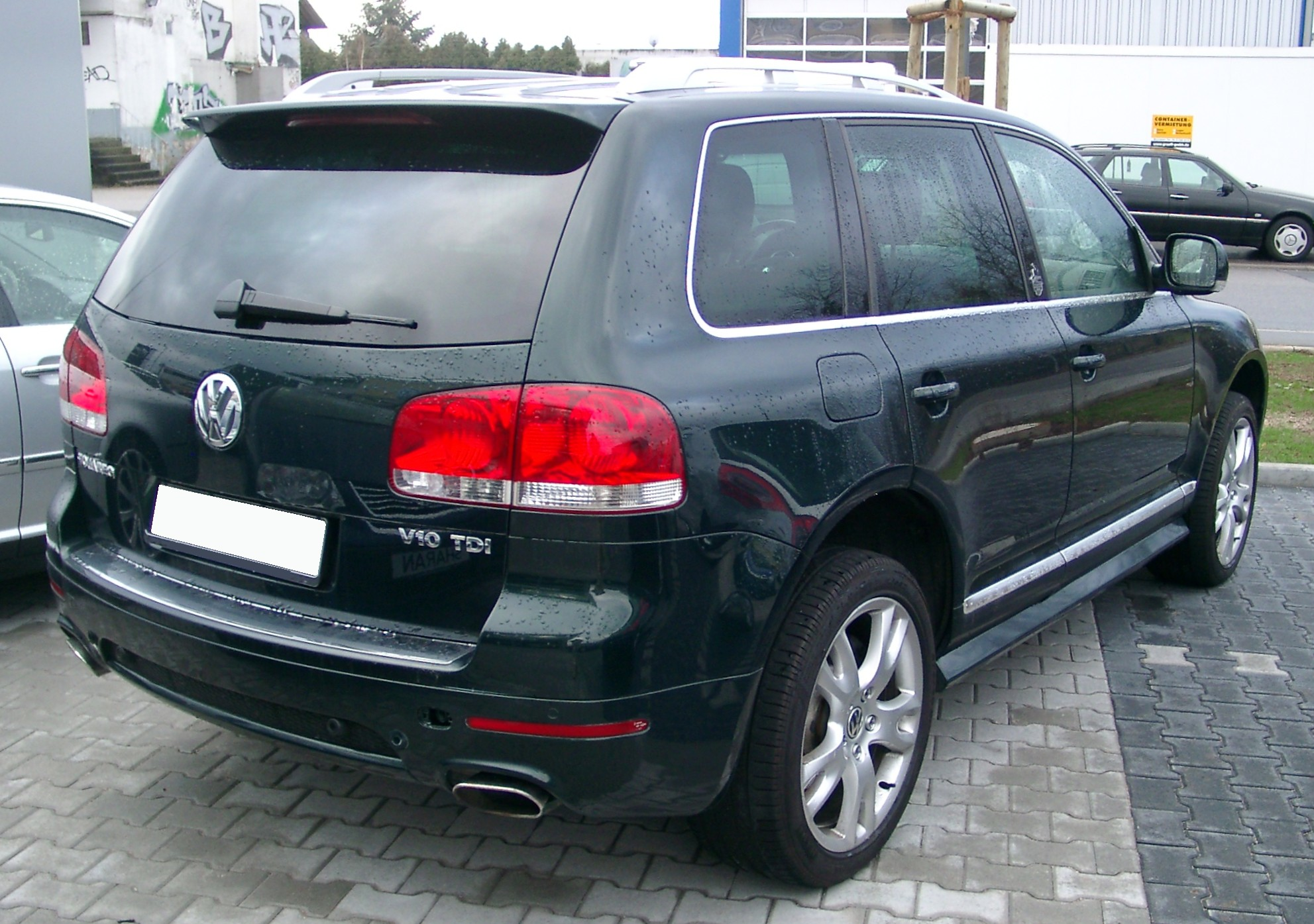
Heckansicht

### Modellpflege
Im Zuge der Modellpflege im November 2006 wurden die Frontpartie und die Heckleuchten geändert. Außerdem bekamen alle Modelle neue Sitze und ein paar zusätzliche Extras.

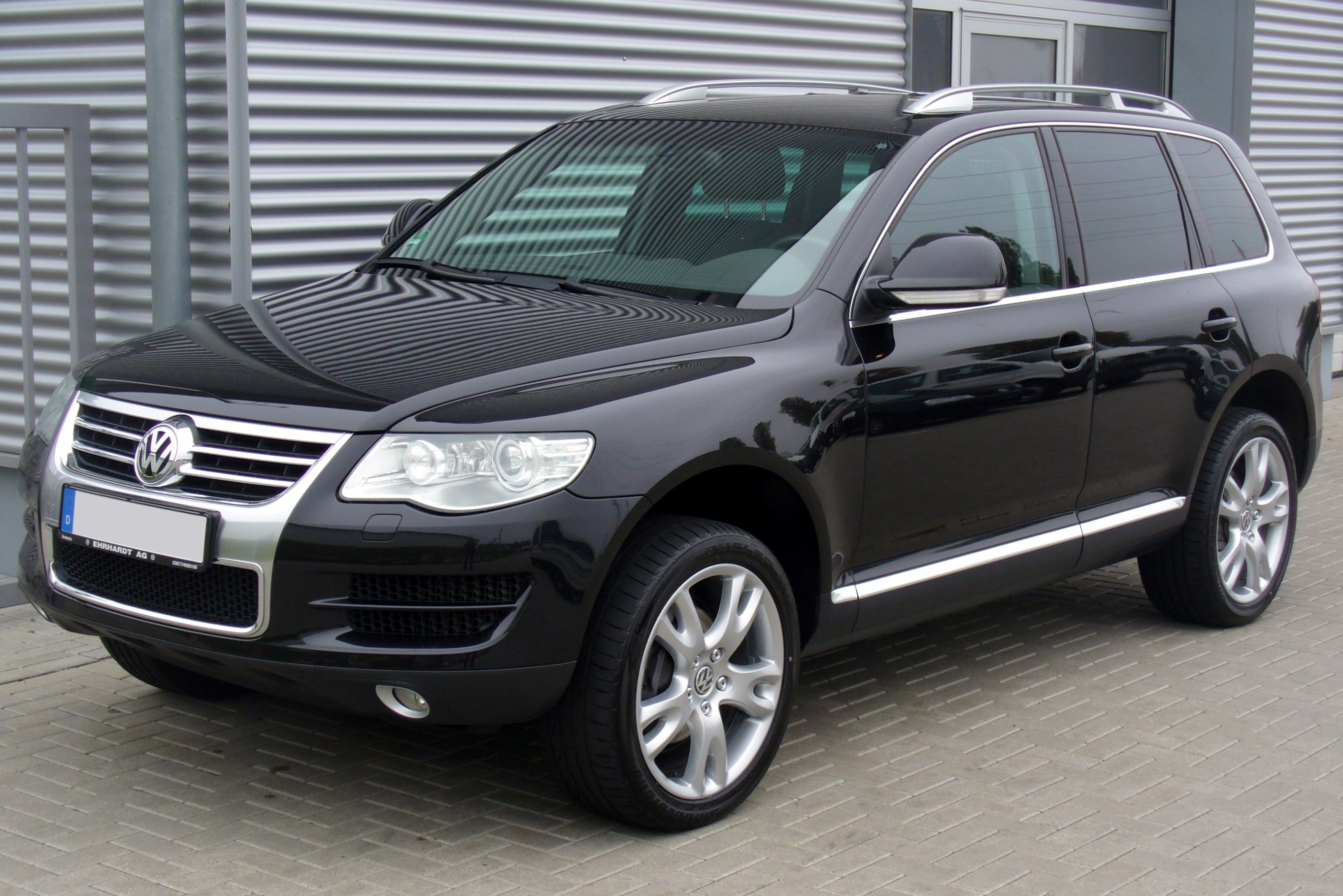
VW Touareg (2006–2010)
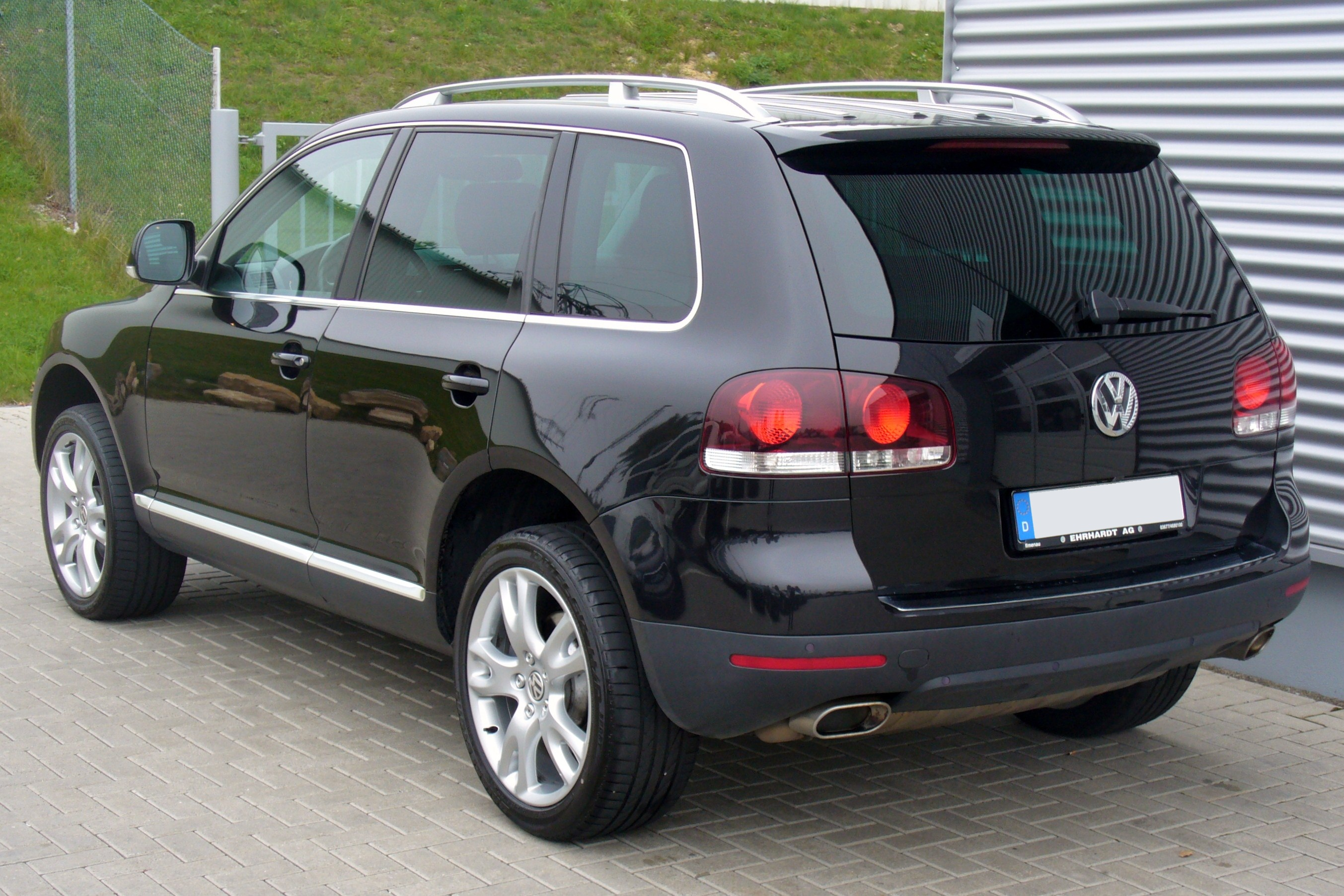
Heckansicht
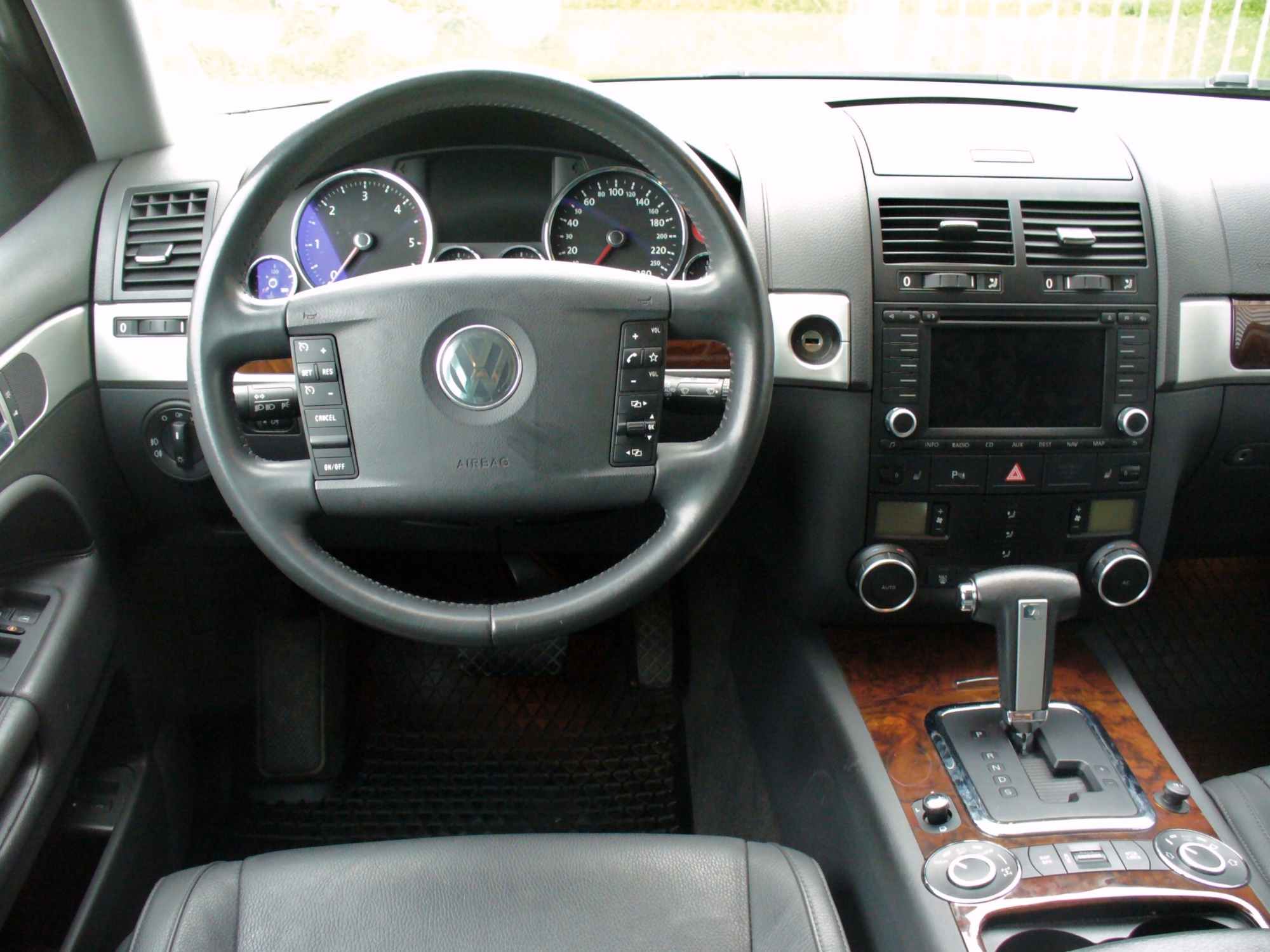
Innenraum

Im Sommer 2007 wurde als stärkste Diesel-Variante der R50 mit 258 kW (351 PS) eingeführt. Der V6 TDI wurde im November 2007 auch überarbeitet und leistete nun 177 kW (240 PS).

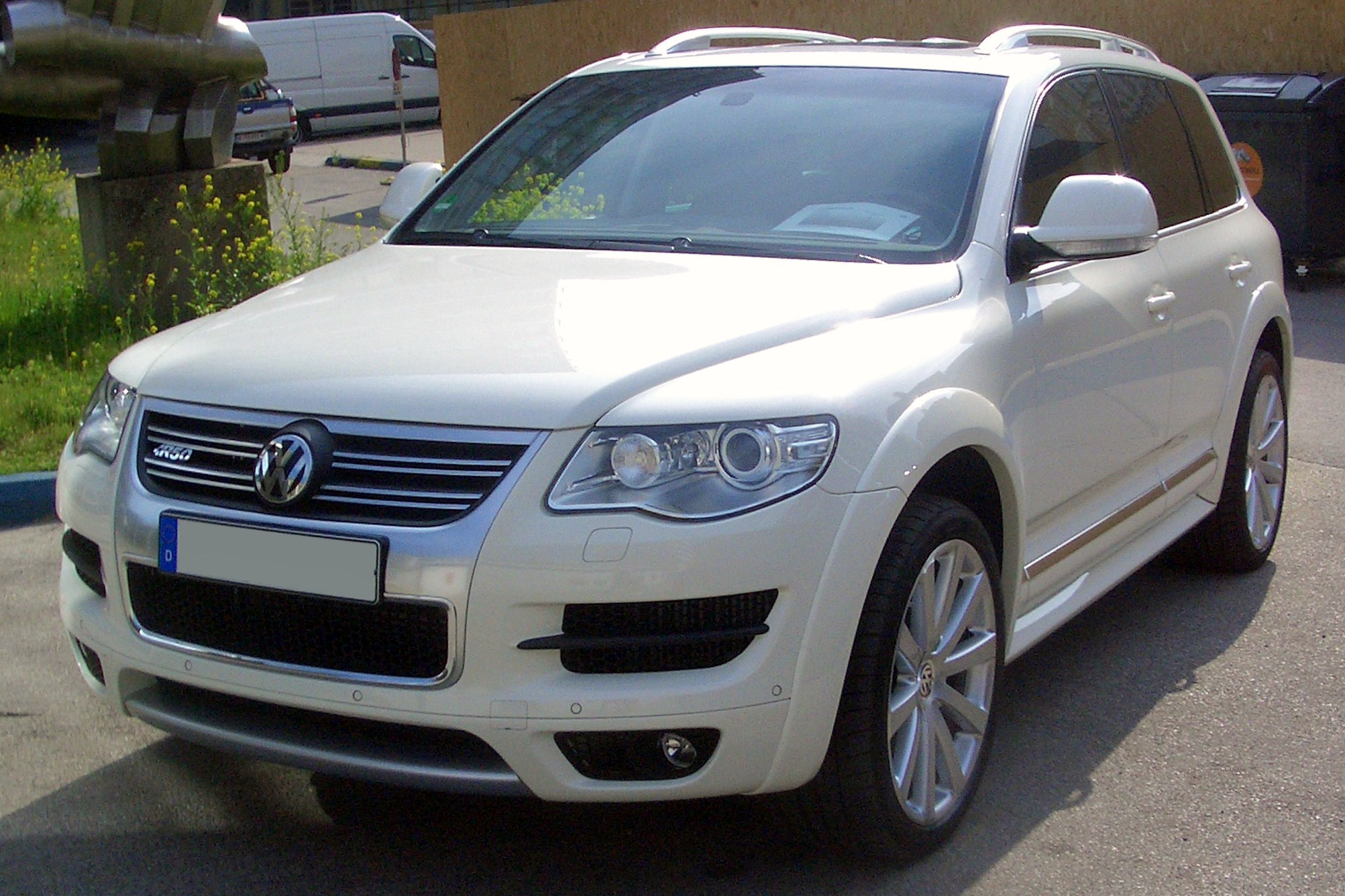
VW Touareg R50 (2007–2009)
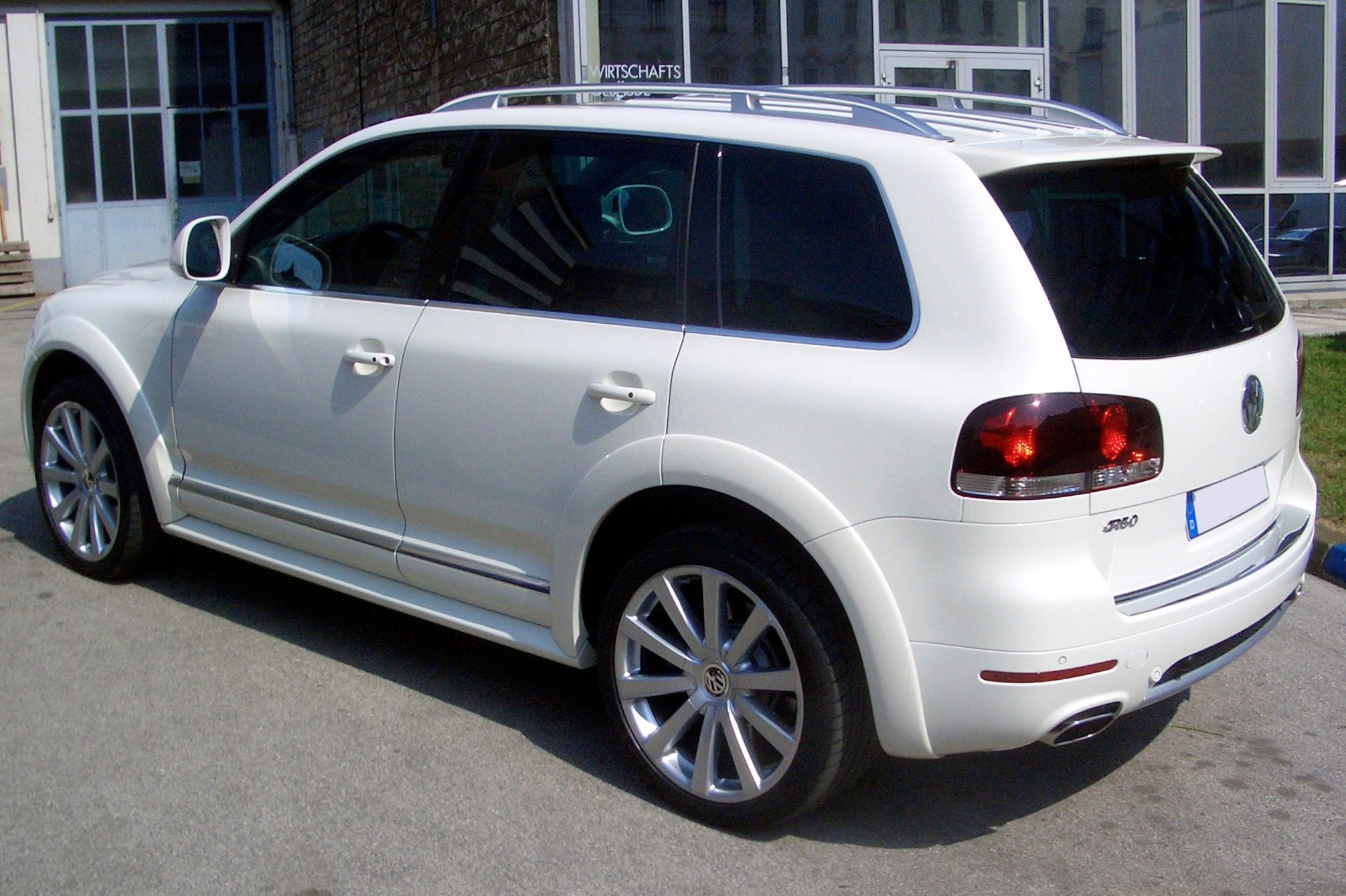
Heckansicht

Im November 2009 schrumpfte die Modellpalette auf ein Modell mit V6-Ottomotor und einen V6-Diesel in drei Ausstattungsvarianten. Am 10. Februar 2010 wurde die zweite Generation vorgestellt.

## Ausstattung und Modelle
Optional sind u. a. folgende sicherheits- und komfortorientierte Ausstattungen erhältlich:

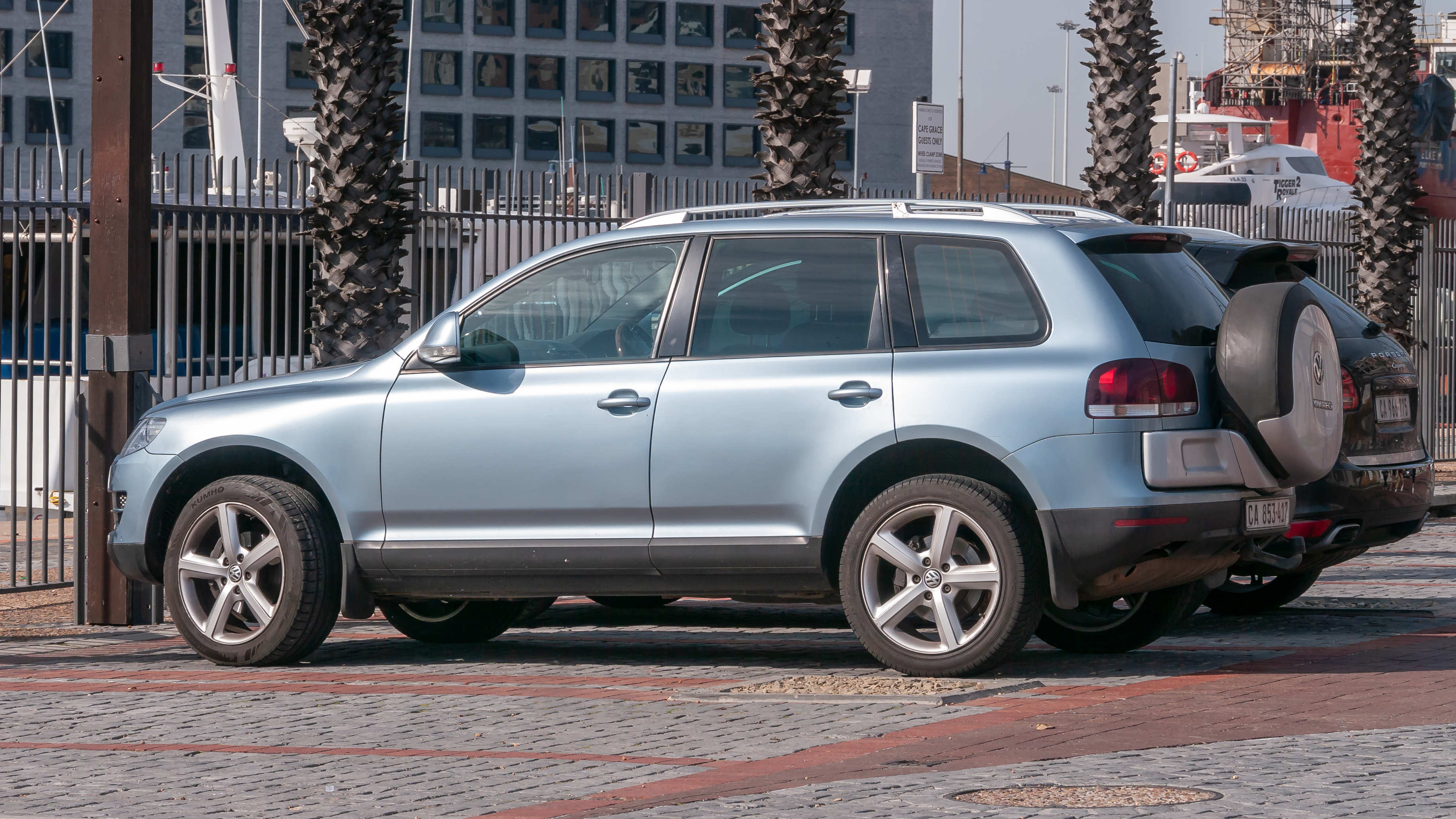
Auf Schwellenmärkten war auch ein externes Ersatzrad verfügbar

- Automatische Distanzregelung ACC mit Umfeldbeobachtung Front Assist (neu seit Modellpflege)
- Spurwechselassistent Side Assist (neu seit Modellpflege)
- Rückfahrkamera Rear Assist
- ABS plus (ABS mit zusätzlicher ABS-Regelung für losen Untergrund; serienmäßig für alle Modelle)
- Elektrische Gepäckraumklappe mit manueller Heckscheibenöffnung (Serie), optional mit Zuziehhilfe und/oder Fernbedienung
- Keyless Access (schlüsselloser Zugang und Motorstart, sowie div. Memoryspeicher je Key)
- Bi-Xenon-Scheinwerfer mit einem Xenonbrenner pro Scheinwerfer oder Doppel-Xenon mit jeweils einem Brenner für Abblend- und Fernlicht, optional mit Abbiege- und Kurvenlicht (nicht bei Fahrzeugen mit Halogenscheinwerfern)
- Festplatten-Navigationssystem mit 3D-Darstellung sowie Laufwerk zum Abspielen von Video- und Audio-CDs/DVDs & Wechsler
- Bluetooth-Autotelefon mit SIM-Access-Profile (Vorteile: keine GSM-Strahlung im Fahrzeuginnenraum und keine mechanische Anbindung ans Fahrzeug nötig) (erst 2007 ab Werk)
- Luftfederung mit Niveauregulierung, wählbarem Federungskomfort (sportlich, automatisch oder comfort), variabler Bodenfreiheit (160–300 mm) und – gegen zusätzlichen Aufpreis – adaptivem Wankausgleich oder härtere Abstimmung bei Stahlfederung

### Sondermodelle
Bisher wurden die Sondermodelle Touareg Kong, Touareg Kong SUN & AIR sowie anlässlich 250.000 produzierter Touaregs das weltweit auf 999 Exemplare limitierte Modell Exclusive Edition aufgelegt.
Zuletzt war das Sondermodell North Sails erhältlich. Das Modell ist mit allen Motoren verfügbar und zeichnet sich durch besondere Innenausstattung und diverse Logos und Schriftzüge des Segelherstellers aus.

### Touareg W12
Die Topmotorisierung ist der W12-Motor aus dem VW Phaeton. Er wurde zunächst im August 2004 (zum Modelljahr 2005) unter der Bezeichnung W12 Sport in einem auf 500 Exemplare limitierten Modell ins Angebot aufgenommen. Ab November 2005 wurde die Motorisierung in den Varianten W12 Sport Edition und W12 Executive angeboten. Mit der Modellpflege im November 2006 entfielen beide Varianten zugunsten der Varianten W12 Individual und W12 R-Line.
Allen Varianten gemein ist die serienmäßige Luftfederung sowie eine Abgasanlage mit zwei runden Doppel-Endrohren. Dies ist für die Komfortvarianten W12 Executive und W12 Individual das einzige äußere Unterscheidungsmerkmal gegenüber anders motorisierten Touaregs. Die Sportausführungen W12 Sport, W12 Sport Edition und W12 R-Line unterscheiden sich zusätzlich durch geänderte Stoßfänger, verbreiterte Radhäuser (außer W12 R-Line), 20″-Alufelgen sowie durch Sportsitze.

### BlueMotion Technology (BMT)
Von April bis November 2009 wurde für den Touareg in Verbindung mit dem V6-3.0-TDI-Motor mit 165 kW (225 PS) Leistung ein BlueMotion-Technology-Paket angeboten. Um Emissionen und Kraftstoffverbrauch zu reduzieren, wurden hier einige Modifikationen vorgenommen. Dazu zählen unter anderem ein angepasstes Motormanagement, andere Schaltpunkte des Automatikgetriebes, eine längere Achsübersetzung, ein verbesserter Generator mit höherem Wirkungsgrad und aerodynamische Maßnahmen in Form eines Sportfahrwerks mit etwa 25 mm Tieferlegung der Karosserie. Zusätzlich hat der Wagen Reifen mit geringerem Rollwiderstand und ein elektronisches Energiemanagement (z. B. wird die Starterbatterie zur Entlastung des Motors in Schubphasen geladen). Der NEFZ-Verbrauch (kombiniert) konnte so laut Werksangabe im Vergleich zur Touareg-Variante mit 176 kW (240 PS) um rund einen Liter je 100 km gesenkt werden.

## Technische Daten
Für die Modelle 3.2 V6, 2.5 TDI und V6 TDI war das Automatikgetriebe optional erhältlich, für alle anderen Modelle gehörte es zur Standardausstattung. Alle in Deutschland ab dem Modelljahr 2007 verkauften Dieselmotoren waren serienmäßig mit einem Dieselpartikelfilter ausgestattet, im Ausland waren auch Modelle ohne Katalysator im Angebot. Bis zum Modelljahr 2007 konnte mit einem kombinierten City-Kat-/DPF-System (ohne Kat-/DPF-Additiv) nachgerüstet werden, um die grüne Innenstadtplakette (4) zu erhalten.
Alle Varianten des Touareg I waren mit 4MOTION, einem permanenten Allradantrieb mit variabler Kraftverteilung, elektronisch geregeltem Zentraldifferenzial und einem zusätzlichen Untersetzungsgetriebe (Reduzierstufe) ausgestattet. Im Normalbetrieb verteilt das Zentraldifferential per Lamellensperre die Motorkraft automatisch auf beide Achsen, zur Vorderachse über ein Verteilergetriebe. Die Getriebereduktionsstufe (Untersetzung) für Fahrten im Gelände, Schnee oder ähnlichem, ist vom Fahrer über einen Schalter auch manuell zuschaltbar. Sie ermöglicht die maximale Antriebskraft im Gelände oder auf unbefestigten Wegen mit geringerer Geschwindigkeit. Zusätzlich lässt sich das Zentral-/Mittendifferential permanent sperren, wodurch sich die Antriebskraft je nach Bodenhaftung variabel verteilen kann (statt 50:50, bei ungesperrtem Differential). Optional gab es bis 11/2009 noch ein weiteres, sperrbares Hinterachssperrdifferential und einen elektrisch aushakbaren Stabilisator (Koppelstange). Dies erhöht den Vortrieb im Gelände oder das Anfahren mit schwerem Wohnwagen oder Bootsanhänger und auch die Verschränkungsfähigkeit auf unbefestigten Untergründen. Ebenfalls bis 11/2009 war der Touareg I noch bis ca. 590 mm (Werksangabe für Luftfahrwerk) Wattiefe wasserdicht, unter anderem durch Doppellippen-Türgummis und optimierter Luftansaugkanalhöhe von 900 mm im Motorraum.

### Ottomotoren
| Touareg                                                                | V6                             | V6                             | V6 FSI                          | V8                             | V8 FSI                          | W12                            |
| ---------------------------------------------------------------------- | ------------------------------ | ------------------------------ | ------------------------------- | ------------------------------ | ------------------------------- | ------------------------------ |
| Bauzeitraum                                                            | 10/2002–11/2004                | 11/2004–11/2006                | 10/2005–02/2010                 | 12/2002–11/2006                | 11/2006–11/2009                 | 08/2004–11/2009                |
| Motortyp                                                               | Ottomotor                      | Ottomotor                      | Ottomotor                       | Ottomotor                      | Ottomotor                       | Ottomotor                      |
| Motorbauart                                                            | VR6                            | VR6                            | VR6                             | V8                             | V8                              | W12                            |
| Gemischaufbereitung                                                    | Mehrpunkt-Saugrohreinspritzung | Mehrpunkt-Saugrohreinspritzung | Benzin-Direkteinspritzung (FSI) | Mehrpunkt-Saugrohreinspritzung | Benzin-Direkteinspritzung (FSI) | Mehrpunkt-Saugrohreinspritzung |
| Hubraum                                                                | 3189 cm³                       | 3189 cm³                       | 3597 cm³                        | 4163 cm³                       | 4163 cm³                        | 5998 cm³                       |
| Leistung bei 1/min                                                     | 162 kW (220 PS)/5400–6400      | 177 kW (241 PS)/6200           | 206 kW (280 PS)/6200            | 228 kW (310 PS)/6200           | 257 kW (350 PS)/6800            | 331 kW (450 PS)/6000           |
| max. Drehmoment bei 1/min                                              | 305 Nm /3200                   | 310 Nm /3200                   | 360 Nm /2500–5000               | 410 Nm /3000–4000              | 440 Nm /3500                    | 600 Nm /3250                   |
| Antrieb, serienmäßig                                                   | Allradantrieb 4MOTION          | Allradantrieb 4MOTION          | Allradantrieb 4MOTION           | Allradantrieb 4MOTION          | Allradantrieb 4MOTION           | Allradantrieb 4MOTION          |
| Getriebe, serienmäßig                                                  | 6-Gang-Schaltgetriebe          | 6-Gang-Schaltgetriebe          | 6-Gang-Automatik (Tiptronic)    | 6-Gang-Automatik (Tiptronic)   | 6-Gang-Automatik (Tiptronic)    | 6-Gang-Automatik (Tiptronic)   |
| Getriebe, optional                                                     | 6-Gang-Automatik (Tiptronic)   | 6-Gang-Automatik (Tiptronic)   | —                               | —                              | —                               | —                              |
| Höchstgeschwindigkeit, km/h                                            | 201 [197]                      | 206 [202]                      | 218                             | 218–225                        | 234                             | 250 (abgeregelt)               |
| Beschleunigung, 0–100 km/h in s                                        | 9,9                            | 9,8                            | 8,6                             | 8,1                            | 7,5                             | 5,9                            |
| Leergewicht in kg                                                      | 2289 [2304]                    | 2214–2469 [2229–2484]          | 2264                            | 2317–2505                      | 2407                            | 2555                           |
| Kraftstoffverbrauch (nach EWG-Richtlinie, kombiniert in l/100 km)      | 13,5 [13,8] Super Plus         | 13,5 [13,8] Super Plus         | 12,4 Super Plus                 | 14,8 Super Plus                | 13,8 Super Plus                 | 15,7 Super Plus                |
| CO2-Emission kombiniert in g/km                                        | 324 [331]                      | 324 [331]                      | 296                             | 348                            | 329                             | 375                            |
| Abgasnorm nach EU- Klassifikation                                      | Euro 4                         | Euro 4                         | Euro 4                          | Euro 4                         | Euro 4                          | Euro 4                         |
| Werte in eckigen Klammern [ ] gelten für Modelle mit Automatikgetriebe |                                |                                |                                 |                                |                                 |                                |

### Dieselmotoren
| Touareg                                                                | 2.5 TDI (1)                                  | (R5) TDI                                     | V6 TDI BlueMotion Technology | V6 TDI                       | V6 TDI                                | V10 TDI                             | R50                          |
| ---------------------------------------------------------------------- | -------------------------------------------- | -------------------------------------------- | ---------------------------- | ---------------------------- | ------------------------------------- | ----------------------------------- | ---------------------------- |
| Bauzeitraum                                                            | 02/2003–11/2009                              | 02/2003–11/2009                              | 04/2009–11/2009              | 11/2004–11/2007              | 11/2007–02/2010                       | 10/2002–11/2009                     | 08/2007–11/2009              |
| Motortyp                                                               | Dieselmotor                                  | Dieselmotor                                  | Dieselmotor                  | Dieselmotor                  | Dieselmotor                           | Dieselmotor                         | Dieselmotor                  |
| Motorbauart                                                            | 5-Zylinder-Reihenmotor mit Pumpe-Düse-System | 5-Zylinder-Reihenmotor mit Pumpe-Düse-System | V6 mit Common-Rail           | V6 mit Common-Rail           | V6 mit Common-Rail                    | V10 mit Pumpe-Düse-System           | V10 mit Pumpe-Düse-System    |
| Hubraum                                                                | 2461 cm³                                     | 2461 cm³                                     | 2967 cm³                     | 2967 cm³                     | 2967 cm³                              | 4921 cm³                            | 4921 cm³                     |
| Leistung bei 1/min                                                     | 120 kW (163 PS)/3500                         | 128 kW (174 PS)/3500                         | 165 kW (225 PS)/3500         | 165 kW (225 PS)/4000         | 176 kW (240 PS)/4000                  | 230 kW (313 PS)/3750                | 258 kW (351 PS)/3500         |
| max. Drehmoment bei 1/min                                              | 400 Nm /2000–2300                            | 400 Nm /2000–2300                            | 550 Nm /2000–2250            | 500 Nm /1750–2750            | 500 Nm /1500–3000 [550 Nm /2000–2250] | 750 Nm /2000                        | 850 Nm /2000                 |
| Antrieb, serienmäßig                                                   | Allradantrieb 4MOTION                        | Allradantrieb 4MOTION                        | Allradantrieb 4MOTION        | Allradantrieb 4MOTION        | Allradantrieb 4MOTION                 | Allradantrieb 4MOTION               | Allradantrieb 4MOTION        |
| Getriebe, serienmäßig                                                  | 6-Gang-Schaltgetriebe                        | 6-Gang-Schaltgetriebe                        | 6-Gang-Automatik (Tiptronic) | 6-Gang-Schaltgetriebe        | 6-Gang-Schaltgetriebe                 | 6-Gang-Automatik (Tiptronic)        | 6-Gang-Automatik (Tiptronic) |
| Getriebe, optional                                                     | 6-Gang-Automatik (Tiptronic)                 | 6-Gang-Automatik (Tiptronic)                 | —                            | 6-Gang-Automatik (Tiptronic) | 6-Gang-Automatik (Tiptronic)          | —                                   | —                            |
| Höchstgeschwindigkeit, km/h                                            | 180 [175]                                    | 184 [179]                                    | 202                          | 203 [201]                    | 207 [204]                             | 225–231                             | 235                          |
| Beschleunigung, 0–100 km/h in s                                        | 12,7 [13,2]                                  | 12,4 [12,9]                                  | 8,5                          | 9,6 [9,9]                    | 8,0 [8,3]                             | 7,8                                 | 6,7                          |
| Leergewicht in kg                                                      | 2194–2435 [2209–2435]                        | 2229–2435 [2244–2435]                        | 2396                         | 2347–2530                    | 2376 [2396]                           | 2611–2785                           | 2677                         |
| Kraftstoffverbrauch (nach EWG-Richtlinie, kombiniert in l/100 km)      | 10,3 [10,6] Diesel                           | 9,8 [10,1] Diesel                            | 8,3 Diesel                   | 10,6 [10,9] Diesel           | 9,3 Diesel                            | 11,9–12,8 Diesel                    | 11,9 Diesel                  |
| CO2-Emission kombiniert in g/km                                        | 278 [286]                                    | 265 [273]                                    | 219                          | 286 [294]                    | 246 [244]                             | 315–346                             | 315                          |
| Abgasnorm nach EU- Klassifikation                                      | Euro 4                                       | Euro 4                                       | Euro 4                       | Euro 4                       | Euro 4                                | Euro 3 (ohne DPF bis 2006) / Euro 4 | Euro 4                       |
| Werte in eckigen Klammern [ ] gelten für Modelle mit Automatikgetriebe |                                              |                                              |                              |                              |                                       |                                     |                              |

### Geländefähigkeiten

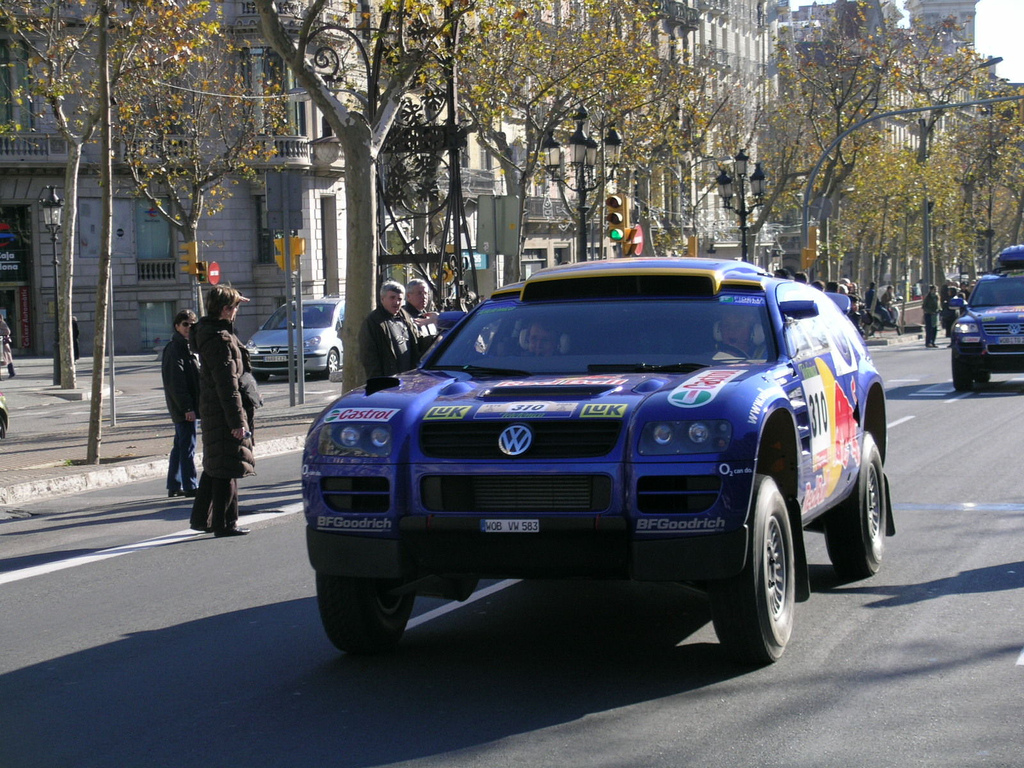
Jutta Kleinschmidt im VW Race Touareg auf dem Weg zum Start der Rallye Dakar, Paris 2005

- Permanenter Allradantrieb (4MOTION) mit serienmäßigem Reduktionsgetriebe

- Sperrdifferential: Mitte (Serie), hinten (optional)
- max. gebremste Anhängelast 3,5 t bei 12 % Steigung in allen Motorvarianten

| Eigenschaft               | VW Touareg(1)                       | Geländewagen                                 |
| ------------------------- | ----------------------------------- | -------------------------------------------- |
| Steigfähigkeit:           | bis zu 45° entspricht bis zu 100 %  | 30 %                                         |
| Böschungswinkel:          | 27° (33° bei Luftfederung)          | vorne 25°, hinten 20°                        |
| Rampenwinkel:             | 27°                                 | 20°                                          |
| Bodenfreiheit:            | bis zu 300 mm                       | 180 mm (unter Achsen) / 200 mm (unter Boden) |
| Wattiefe:                 | 50 cm (59 cm Luftfederung)          |                                              |
| Querneigung:              | 35°                                 |                                              |
| Achsverschränkungs-Index: | 90 %                                |                                              |
| Kippwinkel:               | im Stand 45°, während der Fahrt 35° |                                              |

(1) Die tatsächliche Geländegängigkeit ist abhängig von Motorisierung und Ausstattung. Auf Grund der Geländefähigkeiten zählt der Touareg gemäß Definition zu den Geländewagen.

## Zulassungszahlen
In der deutschen Zulassungsstatistik des Kraftfahrt-Bundesamts.
| Modell mit Erscheinungsjahr   | Fahrzeuge im Gesamtjahr 2007 | Fahrzeuge im März 2008 |
| ----------------------------- | ---------------------------- | ---------------------- |
| Mercedes-Benz M-Klasse (2005) | 18.394                       | 1.197                  |
| BMW X5 (2007)                 | 14.436                       | 1.418                  |
| Audi Q7 (2006)                | 12.484                       | 956                    |
| VW Touareg (2002)             | 11.715                       | 840                    |
| Volvo XC 90 (2002)            | 5.669                        | 455                    |
| Porsche Cayenne (2002)        | 4.832                        | 383                    |

## Experimentalfahrzeug Geschützte Führungs- und Funktionsfahrzeuge VW Frettchen

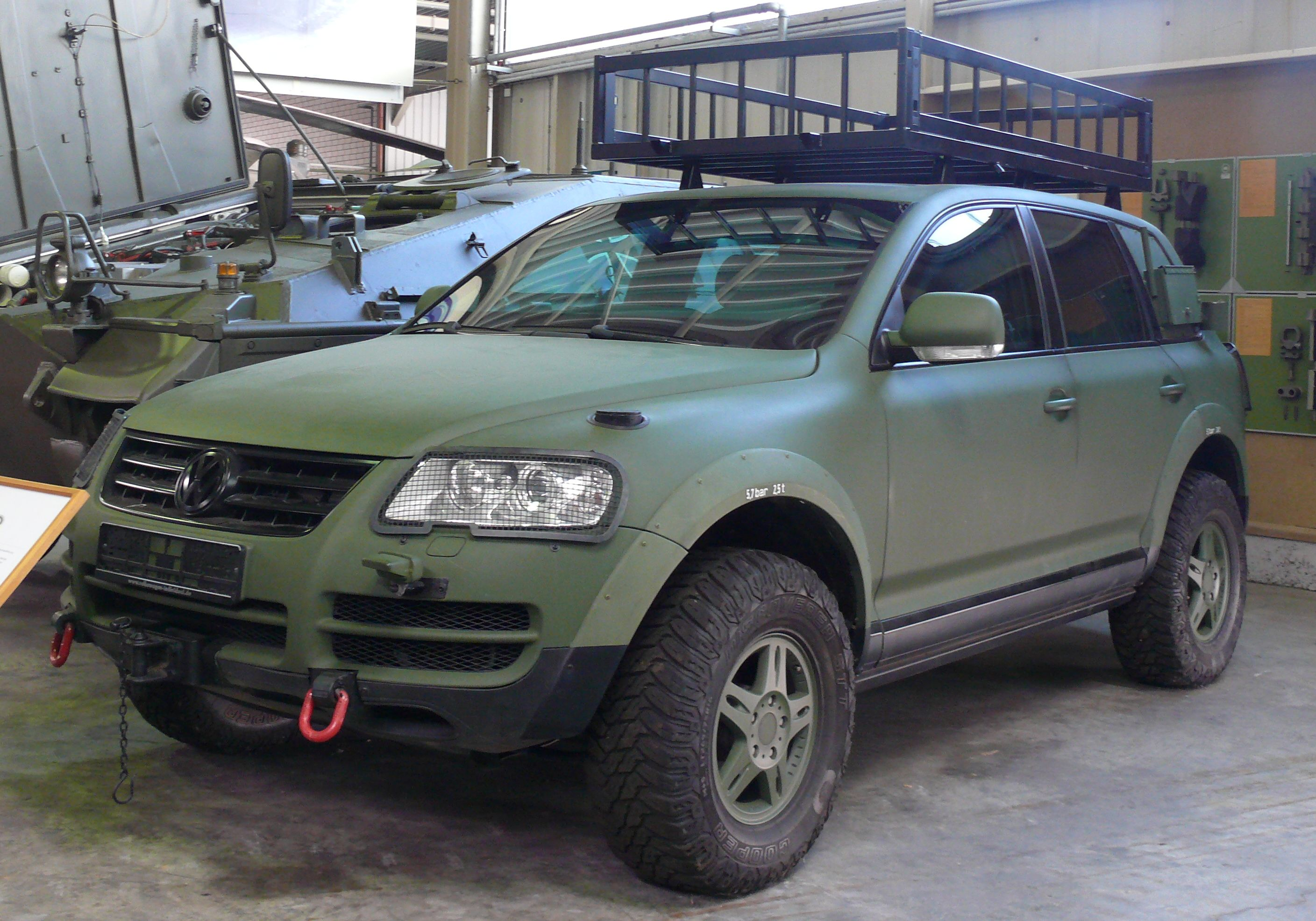
Prototyp des VW Frettchen

Im Rahmen der Ausschreibung Geschützte Führungs- und Funktionsfahrzeuge, Klasse 1 der Bundeswehr beteiligte sich Volkswagen mit einem modifizierten Touareg erstmals seit dem VW Iltis wieder an der Entwicklung eines Militärfahrzeuges. Das Fahrzeug wurde firmenintern als „VW Frettchen“, in einigen externen Medien auch als VW-Touareg-Military bezeichnet. Anders als das Serienfahrzeug hat das 5,3 t schwere Fahrzeug ein Schwerlast-Fahrwerk von Farmington Automotive GmbH, ist geschützt gegen Handwaffen und Minen und kann mit einer Waffenstation ausgerüstet werden. Die gegen ballistische Munition und Splitter schützende Panzerung wurde dabei von innen angebracht und war somit nicht von außen als Panzerung erkennbar. Sie verkleinerte aber merklich den Innenraum des Fahrzeugs. Angetrieben wird das Versuchsfahrzeug vom 3,0-l-V6-TDI-Motor mit 165 kW (224 PS) und erreicht eine Höchstgeschwindigkeit von 160 km/h. Laut VW ist auch eine 230-kW-Variante (313 PS) erhältlich. Das Fahrzeug entsprach in einem ersten Test jedoch nicht den Anforderungen und wurde von VW im November 2007 aus dem Auswahlverfahren zurückgezogen. Einer der Prototypen ist in der Wehrtechnischen Studiensammlung Koblenz ausgestellt.